# Fährverbindung Mukran–Klaipėda
| |                          |                                                |                                                |
| Spurweite: | 1520 mm (Russische Spur) |                                                |                                                |
| |                          |                                                |                                                |
| \| \| \| zur Bahnstrecke Sowetsk–Klaipėda \| \| \| \| \| Klaipėda Draugystė \| \| \| \| \| \| \| \| \| \| Fährhafen Sassnitz (bis 1998 Fährhafen Mukran) \| \| \| \| \| nach Stralsund \| \| |                          |                                                |                                                |
| Strecke |                          | zur Bahnstrecke Sowetsk–Klaipėda               | zur Bahnstrecke Sowetsk–Klaipėda               |
| Betriebs-/Güterbahnhof Strecke ab hier außer Betrieb |                          | Klaipėda Draugystė                             | Klaipėda Draugystė                             |
| Eisenbahnfähre (Strecke außer Betrieb) |                          |                                                |                                                |
| Betriebs-/Güterbahnhof Strecke bis hier außer Betrieb |                          | Fährhafen Sassnitz (bis 1998 Fährhafen Mukran) | Fährhafen Sassnitz (bis 1998 Fährhafen Mukran) |
| Strecke |                          | nach Stralsund                                 | nach Stralsund                                 |

Die Fährverbindung Mukran–Klaipėda war eine von 1986 bis 2016 bestehende Fährlinie über die Ostsee zwischen dem Sassnitzer Ortsteil Mukran in Deutschland und Klaipėda (deutsch Memel) in Litauen. Nach der Verlegung des Sassnitzer Fährhafens nach Mukran wurde sie auch als Fährverbindung Sassnitz–Klaipėda bezeichnet.

## Geschichte

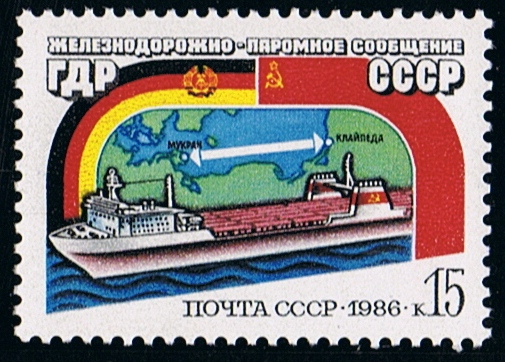
Briefmarke der UdSSR, 1986

Ab den 1950er Jahren war die Sowjetunion der wichtigste Handelspartner der DDR. Die Eisenbahn- und Seeverkehrsverbindungen hatten Ende der 1970er Jahre ihre Kapazitätsgrenzen erreicht. In der Volksrepublik Polen kam es wiederholt zu politischen Unruhen, die schließlich 1981 zur Verhängung des Ausnahmezustandes führten. Daher wurde der Landweg über Polen sowohl militärstrategisch als auch wegen der geforderten hohen Transitgebühren ökonomisch als ungünstig angesehen. Am 18. Juni 1982 beschloss deshalb die Paritätische Regierungskommission der UdSSR und der DDR die Errichtung einer Eisenbahngüterfährlinie zwischen den beiden Staaten. Nach dem für 1990 geplanten Endausbau sollten jährlich mehr als fünf Millionen Tonnen Güter transportiert werden, was einer täglichen Menge von mindestens 14.500 Tonnen entsprochen hätte. Ziel war es, 20 bis 30 Prozent des Güterverkehrs zwischen beiden Staaten auf diesem Weg abzuwickeln. Die Verbindung war als reine Eisenbahngüterfähre geplant, der Transport von Reisezugwagen, Straßenfahrzeugen oder Passagieren war damals nicht vorgesehen.
Bereits im Spätsommer 1982 begannen auf der Insel Rügen die Arbeiten auf der sogenannten „Großbaustelle der deutsch-sowjetischen Freundschaft“ zum Bau eines Fährhafens. Die DDR errichtete dazu einen Rangier- und Umspurbahnhof, in dem die Drehgestelle der Wagen von Normalspur auf Breitspur und umgekehrt gewechselt wurden oder die Umladung der Fracht erfolgte. Da die DDR das Umspuren übernahm, konnten die Güterwagen in Klaipėda ohne Verzögerung vom Schiff ins Streckennetz der Sowjetischen Staatsbahn fahren. Außerdem konnten durch die größeren Fahrzeuge mehr Güter pro Fährfahrt trajektiert werden. Die Datenverarbeitungszentren der Fährbahnhöfe in Mukran und Klaipėda waren miteinander verbunden. So konnte man die Umachsung und Umladung in Mukran rechtzeitig disponieren und die Staupläne der Fährschiffe erstellen.
In jedem Fährhafen wurden zwei Doppelstockladebrücken gebaut, um zwei Fährschiffe gleichzeitig zu be- und entladen. Die Dauer des Be- und Entladevorgangs und damit des gesamten Aufenthalts im Hafen sollte vier Stunden pro Schiff betragen. Bis zu 1250 Waggons sollten nach vollständiger Inbetriebnahme pro Tag abgefertigt werden. Die DDR übernahm den Bau der sechs geplanten Fährschiffe des Typs EGF-321, die auf der Mathias-Thesen-Werft in Wismar gefertigt wurden. Drei der Fähren sollten vom VEB Deutfracht/Seereederei Rostock (DSR), die anderen drei von der Litauischen Staatsreederei Klaipėda (LSC) bereedert werden. Am 27. August 1986 wurde mit der Mukran das erste Fährschiff in Dienst gestellt und am 2. Oktober 1986 der Liniendienst aufgenommen. 1987 folgten die Klaipeda und die Vilnius, 1988 die Greifswald und 1989 die Kaunas. Nach der Wende wurde 1990 die Bestellung der Wismar storniert, nachdem man zeitweise sogar überlegt hatte, eine siebente Fähre mit dem Namen Deutsch-Sowjetische Freundschaft zu bauen, die gemeinsam von DSR und LSC bereedert werden sollte.
Mit dem Zerfall der Sowjetunion sowie der veränderten ökonomischen und politischen Situation in Osteuropa sank auch die Bedeutung der Fährlinie. Statt der geplanten 112.500 Güterwaggons wurden bis 2005 nur jährlich etwa 7000 Waggons umgeschlagen. Der Rückgang des Schienenverkehrs zwang die Betreiber bereits in den 1990er Jahren, die Schiffe auch für die Fahrzeug- und Personenbeförderung umrüsten zu lassen. Die Fährschiffe wurden verkauft, ausgechartert, umbenannt oder auch auf anderen Linien eingesetzt.
Zum 1. Mai 2004 traten acht osteuropäische Staaten, darunter Polen und die drei baltischen Staaten, der EU bei (EU-Osterweiterung); seitdem ist grenzüberschreitender Warenverkehr auf dem Landweg per Bahn oder LKW einfacher geworden. DB Cargo fährt seit 2013 regelmäßig Containerzüge zwischen Polen und Litauen. Trotzdem wurde eine neue Fährlinie von Sassnitz nach Baltijsk und Ust-Luga (Russland) eingerichtet.
Ab dem 1. Juli 2010 wurde die Strecke durch DFDS Seaways dreimal wöchentlich bedient, die Fahrzeit betrug etwa 18 Stunden. Dabei waren die Fähren (Typ EGF-321) Vilnius Seaways (früher Vilnius) und Kaunas Seaways (früher Kaunas) auf dieser Route im Einsatz. Im August 2013 gab DFDS Seaways die Einstellung der Fährlinie zum Ende September 2013 bekannt.

### Einstellung des Betriebs (2016)
Ab Juli 2014 setzte die russische Baltic Sea Ferries Group (BFI) die Fähre Kaunas Seaways zwischen Sassnitz, Kopenhagen, Klaipėda, Baltijsk und Ust-Luga ein. Ab Mai 2015 war die Petersburg (früher Mukran) im Einsatz, sie lief Sassnitz aber nur etwa einmal pro Monat an. Im Februar 2016 kam es zu einer kurzzeitigen Verstärkung des Angebots auf drei Abfahrten pro Woche. Seit Mai 2016 wurde die Linie nicht mehr bedient, obwohl Mukran Port die Verbindung weiterhin anbietet.

## Fährschiffe

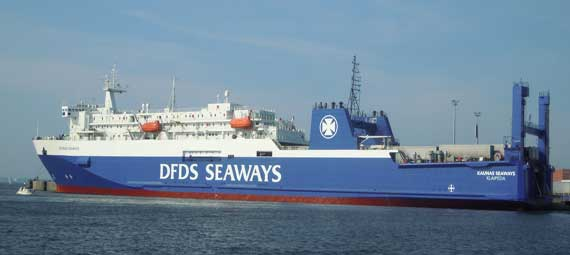
Die Kaunas Seaways der DFDS Seaways

| Namen                           | IMO-Nummer | Einsatzbeginn | Letzter Einsatz Mu-Kl | Passagiere | Verbleib                                    |
| ------------------------------- | ---------- | ------------- | --------------------- | ---------- | ------------------------------------------- |
| Mukran                          | 8311883    | 1986          | 2016                  | 140        | ab 13. Oktober 2021 in Alang verschrottet   |
| Klaipėda                        | 8311895    | 1987          | 2006                  | 190        | Aziz Express: Rotes Meer                    |
| Vilnius, Vilnius Seaways (2011) | 8311900    | 1987          | 2013                  | 120        | 2018 an UkrFerry (Odessa, Ukraine) verkauft |
| Greifswald                      | 8311912    | 1988          | 1997                  | 120 (95)   | 2003 an UkrFerry (Odessa, Ukraine) verkauft |
| Kaunas, Kaunas Seaways (2012)   | 8311924    | 1989          | 2015                  | 221        | 2018 an UkrFerry (Odessa, Ukraine) verkauft |